# Przeciwko Sainte-Beuve’owi
Przeciwko Sainte-Beuve’owi (fr. Contre Sainte-Beuve) – szkic krytyczny Marcela Prousta będący polemiką z francuskim krytykiem literackim Charles’em-Augustinem Sainte-Beuve’em. Polemika dotyczyła oceny wielu ówczesnych pisarzy oraz miała obalić przekonanie, że interpretacja utworu literackiego powinna się odnosić do biografii autora.
Proust rozpoczął pisanie polemiki jesienią 1908 roku nadając jej formę eseju. Około 1 stycznia 1909 roku, pod wpływem olśnienia doznanego nad szklanką herbaty, postanowił zmienić postać utworu i wyrazić swoje poglądy w formie rozmów z matką. W tym celu w Przeciwko Sainte-Beuve zarysowuje postać matki, tło społeczne, swoje dzieciństwo i młodość. Dopisał również wstęp, w którym zawarł swoje poglądy estetyczne. 4 lub 6 lipca 1909 roku porzucił pisanie polemiki i rozpoczął, na podstawie zarysowanych wątków, pisać powieść W poszukiwaniu straconego czasu.